# Próceres Fútbol Club
El Próceres Fútbol Club es un club de fútbol venezolano, establecido en la ciudad de Barinas, estado Barinas, que milita en la Tercera División de Venezuela.

## Historia
Fundado en 2007, comenzó su preparación para el debut en la Tercera División, en su temporada 2016, bajo las órdenes del cuerpo técnico liderado por Juan Pérez, con toda la intención de trascender y dar oportunidades a los talentos del Estado Barinas. La plantilla fue presentada ante los medios de comunicación el 18 de marzo, justo antes de debutar como visitantes ante el Unión Lara SC, uno de los 5 rivales que tuvo el cuadro barinés en el Grupo Centro - Occidental. Finalizó el Apertura 2016 sumando 12 puntos, tras obtener 3 triunfos, igual número de empates y 4 derrotas en el semestre. Antes del inicio del Torneo Clausura, organizaron la copa "Miguel Silvestri", un cuadrangular amistoso donde participaron Trujillanos FC, Ureña SC y Potros de Barinas FC. En el Clausura 2016, el combinado llanero finaliza como tercer lugar del Grupo Centro - Occidental, sumando 13 unidades, siendo superado por Atlético Guanare y el Internacional Turén, en un grupo que fue reducido a 4 participantes tras la deserción de Yaracuyanos FC B y Unión Lara SC tras finalizado el Apertura.

## Estadio
Disputa sus partidos como local en el Estadio Los Pozones, ubicado en la Urbanización "José Antonio Páez", en la ciudad de Barinas, que posee una capacidad aproximada para 1000 espectadores.

## Datos del club
- Temporadas en 1.ª División: 0
- Temporadas en 2.ª División: 0
- Temporadas en 3.ª División: 2 (2016, 2017, 2018)

## Palmarés

### Torneos nacionales
- Primera División de Venezuela: (0)
- Segunda División de Venezuela: (0)
- Tercera División de Venezuela: (0)
- Copa Venezuela: (0)

- Datos: Q28663573